# Intoxication au cadmium reconnue comme maladie professionnelle
Cet article décrit les critères administratifs pour qu'une intoxication au cadmium soit reconnue comme maladie professionnelle en France. Pour la description clinique de la maladie se reporter à l'article suivant :

## Législation enFrance

### Régime général
| Fiche Maladie professionnelle | Fiche Maladie professionnelle | Fiche Maladie professionnelle |
| Ce tableau définit les critères à prendre en compte pour qu'une affection provoquée par le cadmium soit prise en charge au titre de la maladie professionnelle | Ce tableau définit les critères à prendre en compte pour qu'une affection provoquée par le cadmium soit prise en charge au titre de la maladie professionnelle | Ce tableau définit les critères à prendre en compte pour qu'une affection provoquée par le cadmium soit prise en charge au titre de la maladie professionnelle |
| Régime Général. Date de création : 2 mars 1973 | Régime Général. Date de création : 2 mars 1973 | Régime Général. Date de création : 2 mars 1973 |
| Tableau no 61 RG | Tableau no 61 RG | Tableau no 61 RG |
| Maladies professionnelles provoquées par le cadmium et ses composés                                                                                            | Maladies professionnelles provoquées par le cadmium et ses composés                                                                                            | Maladies professionnelles provoquées par le cadmium et ses composés                                                                                            |
| --- | --- | --- |
| Désignation des maladies | Délai de prise en charge | Liste indicative des principaux travaux susceptibles de provoquer ces maladies                                                                                 |
| Broncho-pneumopathie aiguë. | 5 jours | Extraction, préparation, emploi du cadmium, de ses alliages et de ses composés, notamment :                                                                    |
| Troubles gastro-intestinaux aigus, avec nausées, vomissements ou diarrhées.                                                                                    | 3 jours | - Préparation du cadmium par "voie sèche" ou électrométallurgie du zinc ; - Découpage au chalumeau ou soudure de pièces cadmiées ;                             |
| Néphropathie avec protéinurie. | 2 ans | - Soudure avec alliage de cadmium ; |
| Ostéomalacie avec ou sans fractures spontanées, accompagnée ou non de manifestations douloureuses, radiologiquement confirmée.                                 | 12 ans | - Fabrication d'accumulateurs au nickel-cadmium ; - Fabrication de pigments cadmifères, pour peintures, émaux, matières plastiques.                            |
| Date de mise à jour : | | |

### Régime agricole
| Fiche Maladie professionnelle | Fiche Maladie professionnelle | Fiche Maladie professionnelle |
| Ce tableau définit les critères à prendre en compte pour qu'une affection provoquée par le cadmium soit prise en charge au titre de la maladie professionnelle | Ce tableau définit les critères à prendre en compte pour qu'une affection provoquée par le cadmium soit prise en charge au titre de la maladie professionnelle | Ce tableau définit les critères à prendre en compte pour qu'une affection provoquée par le cadmium soit prise en charge au titre de la maladie professionnelle |
| Régime Agricole. Date de création : 27 janvier 1976 | Régime Agricole. Date de création : 27 janvier 1976 | Régime Agricole. Date de création : 27 janvier 1976 |
| Tableau no 42 RA | Tableau no 42 RA | Tableau no 42 RA |
| Maladies professionnelles provoquées par le cadmium et ses composés                                                                                            | Maladies professionnelles provoquées par le cadmium et ses composés                                                                                            | Maladies professionnelles provoquées par le cadmium et ses composés                                                                                            |
| --- | --- | --- |
| Désignation des maladies | Délai de prise en charge | Liste indicative des principaux travaux susceptibles de provoquer ces maladies                                                                                 |
| Broncho-pneumopathie aiguë. | 5 jours | Découpage au chalumeau ou soudure de pièces cadmiées. Soudure avec alliage de cadmium.                                                                         |
| Troubles gastro-intestinaux aigus, avec nausées, vomissements ou diarrhées.                                                                                    | 3 jours | |
| Néphropathie avec protéinurie. | 2 ans | |
| Ostéomalacie avec ou sans fractures spontanées, accompagnée ou non de manifestations douloureuses, radiologiquement confirmée.                                 | 12 ans | |
| Date de mise à jour : | | |

### Données professionnelles
Les travailleurs peuvent être exposés aux émanations contenant du cadmium au cours de la fonte et de l'affinage des métaux, ou en respirant l'air des usines qui fabriquent des produits contenant du cadmium tels que les piles électriques, les revêtements, ou les plastiques. Les travailleurs peuvent également être exposés au cours du brasage ou du soudage de métaux contenant du cadmium. Environ 512 000 travailleurs aux États-Unis chaque année séjournent dans des ambiances où une exposition au cadmium peut se produire. Cependant, des règlements qui fixent les niveaux admissibles d'exposition sont appliqués pour protéger les travailleurs et faire en sorte que les niveaux de cadmium dans l'air soient nettement en dessous des niveaux dont on pense qu’ils peuvent avoir pour conséquence des effets nocifs.
Certaines sources de phosphates utilisés pour les engrais contiennent du cadmium dans des proportions allant jusqu'à 100 mg / kg,, ce qui peut conduire à une augmentation de la concentration de Cadmium dans les sols (par exemple en Nouvelle-Zélande) Les piles rechargeables au niclel-cadmium sont l'un des produits les plus populaires et les plus communs fabriqués à base de cadmium, et le sol peut être contaminé par leur enfouissement.
Une expérience du début des années 1960, consistant à pulvériser du cadmium au-dessus de Norwich, a été récemment déclassifiée par le gouvernement britannique, comme cela a été documenté dans un article de BBC News
Dans les années 1950 et 1960, l'exposition industrielle au cadmium était élevée. Mais lorsque  les effets toxiques du cadmium sont devenus évidents, les valeurs limites d'exposition au cadmium dans l'industrie ont été réduites dans la plupart des pays industrialisés et de nombreux décideurs sont tombés d'accord sur la nécessité de réduire encore l'exposition. Lorsqu’on travaille avec le cadmium, il est important de le faire sous une hotte pour se protéger des fumées dangereuses. La soudure à l’argent, par exemple, qui contient du cadmium, doit être manipulée avec précaution. De graves problèmes de toxicité ont été la conséquence de l'exposition à long terme à des bains d’électrolyse contenant du cadmium.
L'accumulation de cadmium dans l'eau, l'air et le sol est survenue en particulier dans les zones industrielles. L'exposition environnementale au cadmium a été particulièrement problématique au Japon, où de nombreuses personnes ont consommé du riz  cultivé avec de l'eau d'irrigation contaminée par le cadmium.

### Données médicales

#### Intoxication aiguë
L'exposition aiguë à des vapeurs de cadmium peut provoquer des symptômes évoquant la grippe avec des frissons, de la fièvre, des douleurs musculaires et parfois ce qu’on appelle "le blues du cadmium". Les symptômes peuvent se résorber au bout d’une semaine s'il n'y a pas de lésions respiratoires. Des expositions plus sévères peuvent provoquer une trachéo-bronchite, une pneumonie, et un œdème pulmonaire. Les symptômes de l'inflammation peuvent débuter plusieurs heures après l'exposition et se manifestent par la toux, la sécheresse et l'irritation du nez et de la gorge, des maux de tête, des vertiges, une faiblesse générale, de la fièvre, des frissons et des douleurs dans la poitrine.

#### Intoxication chronique
L'inhalation de poussières chargées en cadmium provoque  rapidement des lésions des voies respiratoires et du rein qui peuvent être mortelles (souvent par insuffisance rénale aiguë). L'ingestion d'une grande quantité de cadmium est responsable d’une intoxication immédiate et de lésions du foie et des reins. Les composés du cadmium sont également cancérogènes.
Les os deviennent mous (ostéomalacie), perdent une partie de leur densité minérale (ostéoporose) et deviennent plus fragiles. Cela provoque des douleurs dans les articulations et le dos, et augmente également le risque de fractures. Dans les cas extrêmes d'intoxication par le cadmium, le simple poids du corps peut provoquer une fracture.
Les reins perdent leur fonction d'élimination des acides du sang à cause d’une atteinte tubulaire rénale proximale. Les lésions su  rein consécutives à un empoisonnement par le cadmium sont irréversibles et ne peuvent guérir avec le temps. L’ atteinte tubulaire rénale proximale provoque une baisse du niveau de phosphate dans le sang (hypophosphatémie), entraînant une faiblesse musculaire et aboutissant parfois au coma. Ce dysfonctionnement provoque également la goutte, une forme d’arthrite due à l'accumulation de cristaux d'acide urique dans les articulations en raison d’une forte acidité du sang (hyperuricémie). Un autre effet secondaire est l'augmentation des chlorures dans le sang (hyperchlorémie). La taille des reins peut aussi diminuer d’un facteur allant jusqu'à 30 %.
D'autres patients perdent le sens de l'odorat (anosmie).

## Sources spécifiques
- (fr) Tableau N° 61 des maladies professionnelles du régime Général
- (fr) Tableau N° 42 des maladies professionnelles du régime Agricole

## Sources générales
- (fr) Tableaux du régime Général sur le site de l’AIMT
- (fr) Guide des maladies professionnelles sur le site de l’INRS